# Ali MacGraw
Elizabeth Alice „Ali” MacGraw (n. 1 aprilie 1939, Pound Ridge⁠(d), New York, SUA) este o actriță americană. A fost remarcată prima oară după rolul din Goodbye, Columbus în 1969, pentru care a câștigat un Premiu Globul de Aur, urmat de Love Story din 1970 pentru care a primit o nominalizare la Premiul Oscar și a câștigat al doilea Premiu Globul de Aur. S-a căsătorit cu actorul Steve McQueen în 1973, după ce a apărut împreună cu el în filmul The Getaway din anul 1972.

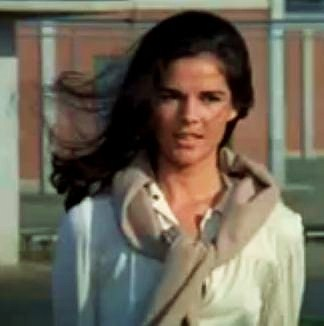
Ali MacGraw în 1972

## Filmografie selectivă
- 1968 Jim l'irresistibile detective (A Lovely Way to Die), regia David Lowell Rich
- 1969 La ragazza di Tony (Goodbye, Columbus), regia Larry Peerce
- 1970 Love Story, regia Arthur Hiller
- 1972 Getaway! (The Getaway), regia Sam Peckinpah
- 1978 Convoi (Convoy), regia Sam Peckinpah
- 1979 L'ultimo gioco (Players), regia Anthony Harvey
- 1980 Just Tell Me What You Want (Just Tell Me What You Want), regia Sidney Lumet
- 1985 Ucigaș de elită (Murder Elite), regia Claude Watham
- 1994 Per cause naturali (Natural Causes), regia James Becket
- 1997 Glam, regia Josh Evans
- 1999 Get Bruce, regia Andrew J. Kuehn – documentar
- 2002 The Kid Stays in the Picture, regia Nanette Burstein